# マリー・アデライード・ド・サヴォワ

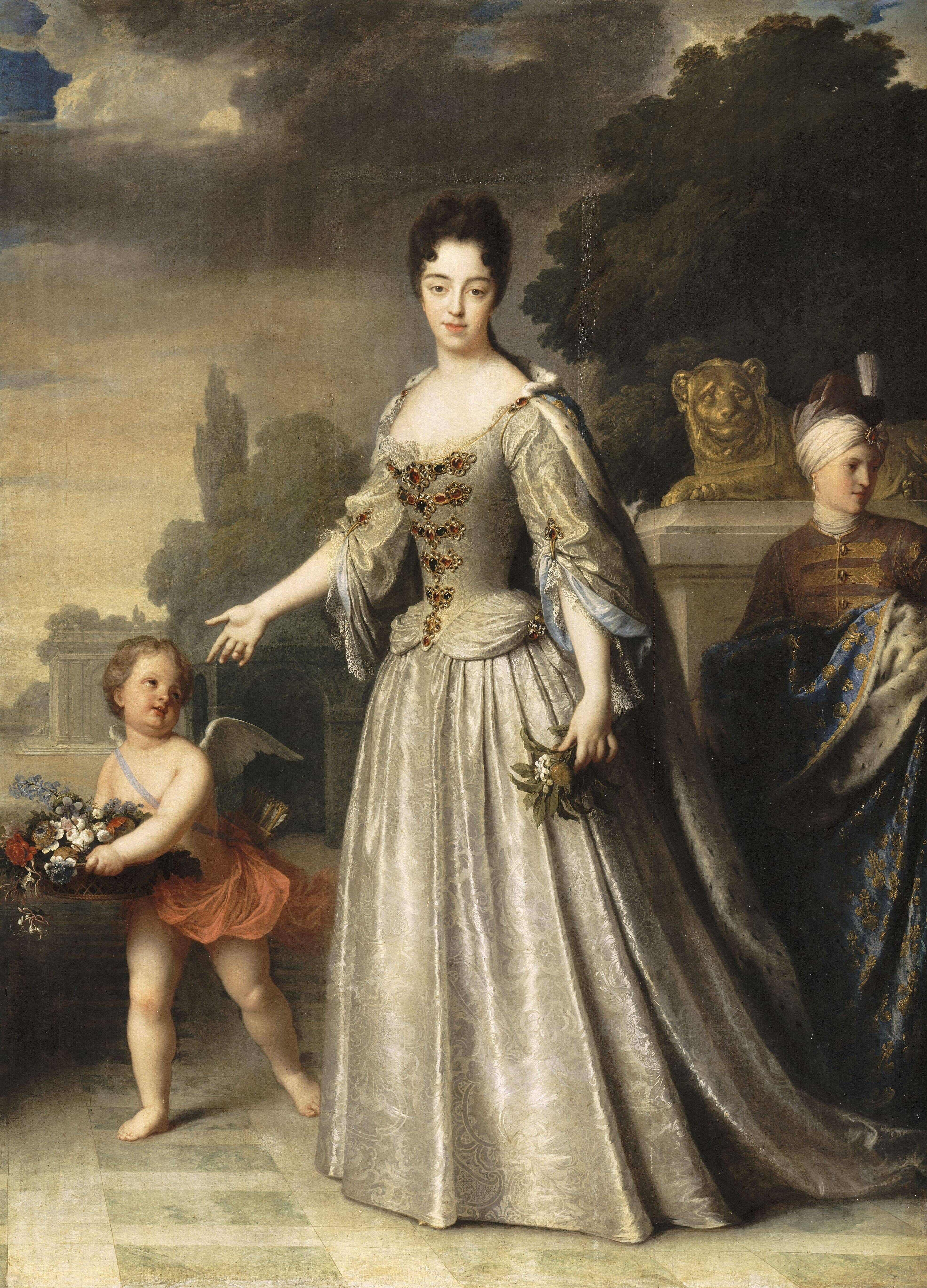
マリー・アデライード・ド・サヴォワ

マリー・アデライード・ド・サヴォワ（Marie Adélaïde de Savoie, 1685年12月6日 - 1712年2月12日）は、フランス王太子（ドーファン）ブルゴーニュ公ルイの妃。フランス王ルイ15世の母。サヴォイア公（後に初代サルデーニャ王）ヴィットーリオ・アメデーオ2世と王妃アンナ・マリーア（オルレアン公フィリップ1世の娘）の長女。イタリア語名はマリア・アデライーデ・ディ・サヴォイア（Maria Adelaide di Savoia）。妹マリア・ルイーザはブルゴーニュ公の弟であるスペイン王フェリペ5世の最初の妃となっている。

## 生涯
1697年にルイ14世の長男ルイ（王太子、グラン・ドーファン）の長男で又従兄にあたるブルゴーニュ公ルイと結婚した。トリノをめぐって対立していたフランスとサヴォイアが、和解のしるしに取り決めた縁談だった。 
11歳でフランス宮廷に入ったマリー・アデライードは、美人とは言えないが、表情ゆたかな金髪の少女で、愛くるしい黒い目は思わず引き込まれてしまう魅力を持っていた。彼女の快活さと人なつっこさはフランス宮廷に活力をあたえ、宮廷の大人たちは、活発な少女を追い回して楽しんだ。
マリー・アデライードは食事中にいきなり椅子に上がって踊りだしたり、料理を手づかみで食べて周囲の者を慌てさせることもあった。彼女の人となりについて、オルレアン公妃エリザベート・シャルロット・ド・バヴィエールはこう書いている。 「ブルゴーニュ公妃はとても悪い癖がつきました。馬車に乗ると一分と同じ場所にじっとしていないのです。絶えずこちらの隅からあちらの方へと動き回り、小猿のように飛び回ることしかしないのです」「あるときは、朝5時に走り回り、周囲の者はなんでも聞き入れます。そればかりか彼女を誉めそやすのです。そのうち、なんでもいいなりになるでしょう」
マリー・アデライードはマントノン夫人を「おばさま」と呼んで甘えていた。マントノン夫人に手を引かれて、夫人の行くところになら何処へでもついていった。 ルイ14世に対しても物おじすることなく、まるで友達のような口のきき方をし、前触れもなく国王の執務室に飛び込んで、机の上の書類をめちゃめちゃにしたり、いきなり膝の上に乗って国王の頬に接吻の雨を降らせた。そんなマリー・アデライードをルイ14世は大変可愛がって甘やかしたが、その成長と共に、彼女のために用意する子供っぽい遊びを止め、舞踏会やオペラ・コンサートを催して、孫の嫁に感謝の気持ちを示すようになった。
政略結婚であったが夫との仲は睦まじく、2人の間には3男が生まれた。1704年に生まれた長男は1歳に満たずに夭折したが、1707年に次男、1710年に三男が生まれている。
1711年にグラン・ドーファンが死去したため、代わって夫が王太子に立てられた（プチ・ドーファンと呼ばれる）。しかし翌1712年に天然痘（あるいは麻疹）が一家を襲い、2月12日にマリー・アデライードが、2月18日にブルゴーニュ公が、3月8日に次男が相次いで死去した。難を逃れた三男が1715年、曾祖父ルイ14世の死後にルイ15世として即位した。

## 子女
- ルイ（1704年 - 1705年） - ブルターニュ公
- ルイ（1707年 - 1712年） - ブルターニュ公
- ルイ（1710年 - 1774年） - アンジュー公、フランス王ルイ15世